# Miguel Molina Campuzano
Miguel Molina Campuzano (Jerez de la Frontera, 16 de noviembre de 1918 - Almería, 6 de septiembre de 2008) fue un archivero español, investigador y escritor, director de la Hemeroteca Municipal de Madrid.

## Biografía
Nacido en la calle Manuel María González de la localidad gaditana de Jerez el 16 de noviembre de 1918, estudió en el Instituto Provincial de su ciudad, hasta que, con doce años, se trasladó a Madrid con su familia; ciudad en la que llegaría a desempeñar los cargos de director en la Hemeroteca Municipal y decano del Colegio del Cuerpo Facultativo de Archiveros, Bibliotecarios y Arqueólogos del Ayuntamiento madrileño.
Cultivó la amistad de personajes como Julio Caro Baroja, que lo menciona en su autobiografía, Leopoldo Torres Balbás o Antonio Millán-Puelles. Estuvo casado con Ana María Claramunt Muntán, con la que no tuvo descendencia.

## Obras
- Contribución al estudio del censo de población del Sahara español (CSIC. Instituto Estudios Africanos. Madrid, 1954).
- Breve guía de los principales museos de Madrid (Asociación Nacional de Bibliotecarios, Archiveros y Arqueólogos. Madrid, 1958).
- Planos de Madrid de los siglos XVII y XVIII. (Instituto de Estudios de Administración Local. Madrid, 1960).En el 2004 la Fundación Caja Madrid editó una edición facsímil.
- Fuentes artísticas madrileñas del siglo XVII. (Ayuntamiento de Madrid. Madrid,1970).
- Algunas consideraciones sobre la situación urbanística de Madrid (CSIC. Madrid, 1974).
- De la Plaza de Santa Cruz a la Villa de Valencia (Espasa-Calpe. Madrid,1979). Con otros autores.
- Con Julio Caro Baroja en mi adicción de siempre (E. Caro Regio. Madrid, 2000).